# Modeste Vonner
Modeste Vonner, né le 15 mars 1902 à Chenières (Meurthe-et-Moselle) et mort le 30 novembre 1982 à Perpignan, était un aviateur français, pilote militaire et pilote d'essai.